# ووکوس
ووکوس (انگلیسی: Vocus Group) شرکت مخابرات استرالیایی است، که در سال ۲۰۰۸ تأسیس شد.